# Tomba di Alessandro Magno

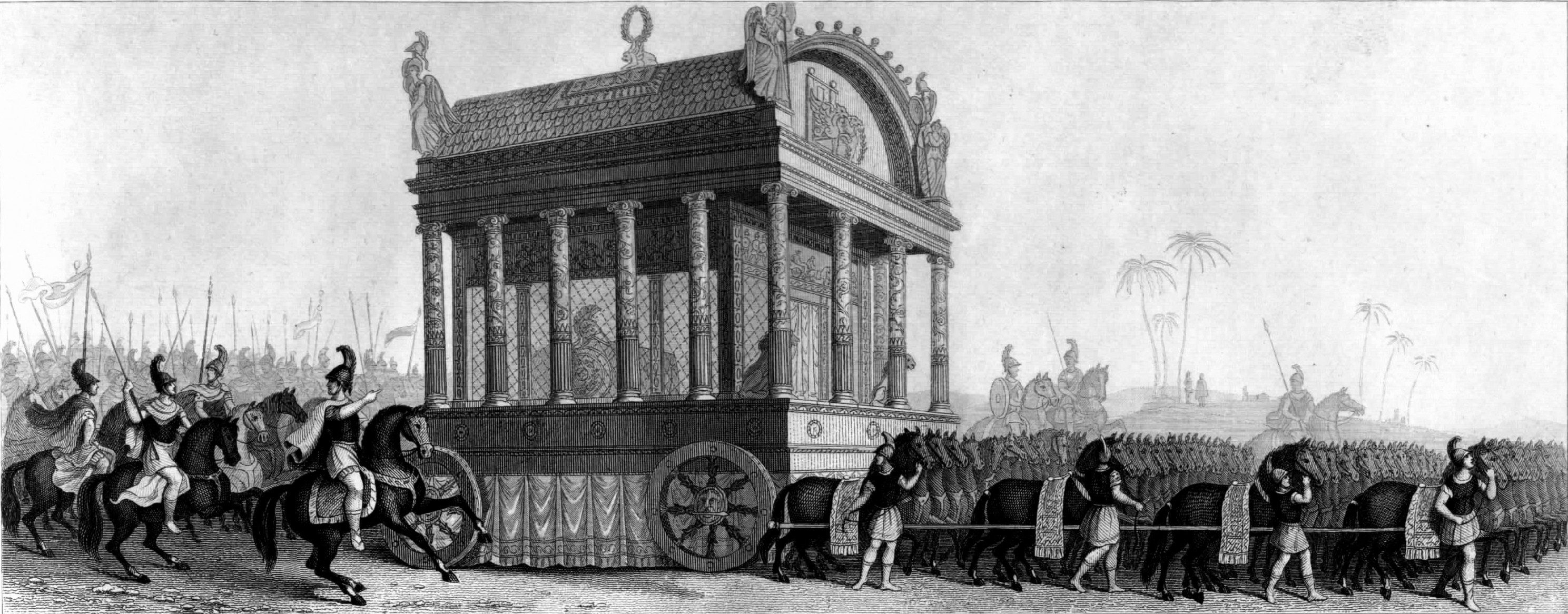
Ricostruzione ottocentesca del corteo funebre di Alessandro Magno

La tomba di Alessandro Magno (anche conosciuta come “Soma”, dal greco σώμα, “corpo”) fu un edificio funerario costruito presumibilmente ad Alessandria d’Egitto per ospitare le spoglie del defunto condottiero macedone, morto mentre si trovava a Babilonia, dopo essere tornato dalle sue campagne di espansione in Battriana fino all'Indo. Il luogo in cui sorgeva tale edificio è, però, tuttora un mistero irrisolto, poiché non sono stati ancora trovati resti archeologici che appartengano con certezza al sepolcro.
Subito dopo la morte del condottiero macedone, avvenuta a Babilonia, il suo corpo divenne oggetto di una disputa tra i suoi più fidati generali, tra cui Perdicca, Tolomeo I Sotere e Seleuco Nicatore, riguardo a dove la salma sarebbe dovuta essere sepolta. Come riporta infatti l'archeologo e antropologo britannico Nicholas J. Saunders, mentre la città di Babilonia, simbolo di potenza per l’epoca, risultava essere un luogo adatto per ospitare le spoglie, alcuni avrebbero preferito riportarle in Macedonia per deporle nel Sepolcro di famiglia degli Argeadi, nei pressi della città di Aigai (Ege), oggi Verghina. Questa fu effettivamente una delle due località proposte per ospitare il defunto, insieme all’Oasi di Siwa, in Egitto, e presumibilmente fu anche quella scelta dallo stesso Perdicca nel 321 a.C. Tuttavia, durante il viaggio di ritorno in patria, la salma sarebbe stata trafugata da Tolomeo I Sotere che l’avrebbe portata in Egitto, regno di cui era stato posto a capo per volere dello stesso Alessandro. Secondo Pausania, Tolomeo, in un primo momento, inumò il corpo a Menfi, presso la necropoli di Saqqara. Successivamente, tra il IV e il III secolo a.C., durante i primi periodi di regno della dinastia tolemaica, il corpo di Alessandro Magno sarebbe stato traslato da Menfi ad Alessandria, dove con una solenne cerimonia, venne sepolto in un nuovo grande mausoleo a lui dedicato.

## Quadro storico

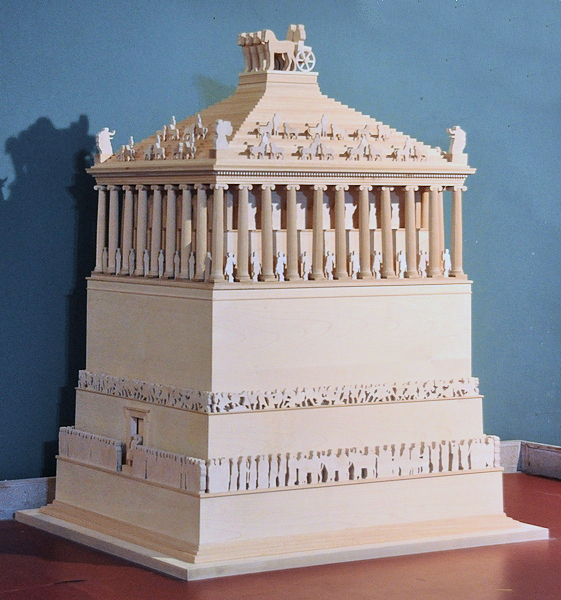
Secondo alcune testimonianze il Soma era ispirato al Mausoleo di Alicarnasso, di cui si vede una riproduzione.

Secondo Quinto Curzio Rufo e Giustino, Alessandro, poco prima di morire, espresse la volontà di essere sepolto nel tempio di Zeus Amon nell’Oasi di Siwa. Il condottiero, infatti, considerandosi figlio dello stesso dio Amon, non avrebbe voluto essere sepolto accanto al suo vero padre, Filippo II di Macedonia, a Ege.
L’ultimo desiderio del re macedone di essere sepolto a Siwa non venne però esaudito. Nel 321 a.C., come già anticipato, il corpo fu trafugato da Tolomeo I Sotere, nuovo re del regno ellenistico d’Egitto, e deposto temporaneamente a Menfi, città che rappresentava allora il centro del governo tolemaico. Allo stesso tempo, Perdicca ed Eumene conservavano l’armatura, il diadema e lo scettro reale del condottiero. Secondo quanto riporta Diodoro, la salma di Alessandro venne mummificata e adagiata in un sarcofago d’oro massiccio, “realizzato su misura del corpo”. La reale esistenza del sarcofago viene provata anche da Strabone e da Curzio Rufo (i quali riportano che tra il 90 e l’89 a.C. l’arca funeraria venne fusa e rimpiazzata da un sarcofago di vetro o cristallo per sopperire alla mancanza di oro nel regno tolemaico). È stato anche ipotizzato che inizialmente il corpo sia stato sepolto nel sarcofago del faraone Nectanebo II, che alcuni racconti alimentati da Tolomeo I volevano padre biologico di Alessandro (lo stesso Tolomeo si proclamò anche altresì fratellastro di Alessandro e figlio di Filippo).

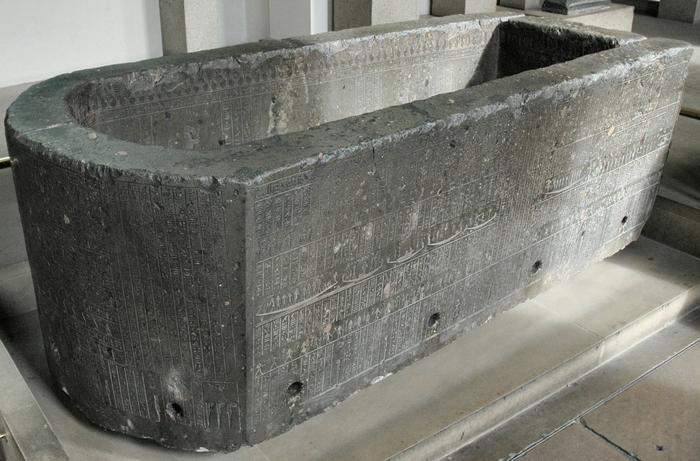
Sarcofago di Nectanebo II, Londra, British Museum, considerato a lungo dagli archeologi come quello di Alessandro.

Stando al racconto di Plutarco, che visitò Alessandria d’Egitto, Pitone di Catania e Seleuco furono inviati presso un serapeo per chiedere ad un oracolo se fosse consono al volere degli dei traslare la salma ad Alessandria, al che l’oracolo diede una risposta affermativa. Tra il IV e il III secolo a.C., dunque, il corpo venne trasferito da Menfi ad Alessandria (da Tolomeo Filadelfo nel 280 a.C. secondo Pausania). Successivamente Tolomeo Filopatore spostò ancora una volta le spoglie posizionandole nell’apposito mausoleo di Alessandria, il cosiddetto “Soma” o “Sema” (nome derivato dalla parola “corpo” in lingua greca). Entro il 274 a.C., dunque, il re macedone riposava presso tale mausoleo, che divenne tra l’altro il punto focale del culto ellenistico di Alessandro il Grande.

## Testimonianze storiche

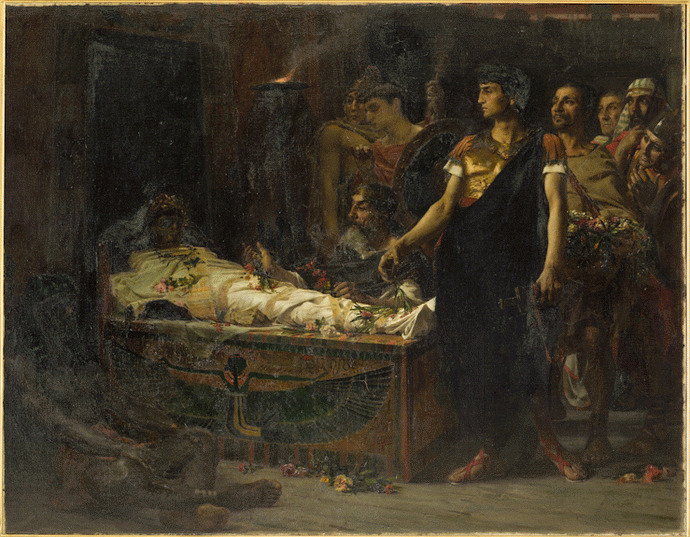
Augusto alla tomba di Alessandro, Eugène Buland, musée d'Orsay.

Nel 48 a.C. Gaio Giulio Cesare visitò la tomba. Pochi anni dopo, mentre a Roma infuriava la seconda guerra civile, la regina d’Egitto Cleopatra prelevò dell’oro dal sepolcro al fine di finanziare il conflitto per volgerlo a favore di Marco Antonio. Dopo la sconfitta di quest’ultimo e la conquista dell’Egitto da parte di Roma, Ottaviano, ormai diventato a tutti gli effetti Imperatore Romano col nome di Augusto, visitò a sua volta il mausoleo, onorando le spoglie del grande conquistatore macedone depositando una corona d’oro sulla testa della salma e dei fiori sulla tomba. Stando al racconto di Svetonio, che riporta l’episodio, Augusto
«[...] si fece mostrare il sarcofago e il corpo di Alessandro Magno, prelevato dalla sua tomba: gli rese omaggio mettendogli sul capo una corona d'oro intrecciata con fiori. E quando gli chiesero se voleva visitare anche la tomba di Tolomeo, rispose che voleva vedere un re, non dei cadaveri.»
Successivamente, sempre secondo Svetonio, la tomba venne visitata da Caligola, che tuttavia la saccheggiò parzialmente portando via la corazza che copriva il petto della mummia. Settimio Severo, poi, fece sigillare il mausoleo per fare in modo che nessuno disturbasse più il riposo del re macedone. Un ulteriore “atto vandalico” nei confronti del sepolcro si ebbe però da parte di Caracalla, che rimosse la tunica, l’anello e la cintola indossate dal cadavere, limitandosi però a depositarle sul sarcofago stesso.
Quando poi Giovanni Crisostomo visitò la città di Alessandria d’Egitto nel 400, chiese alla popolazione locale di poter visitare la tomba, ma scrisse che “nemmeno gli alessandrini sanno dove essa si trovi”. Altre testimonianze successive all’invasione araba, come quelle di Ibn Abd al-Hakam (803), Al-Masudi (896) e Leone l’Africano (1494) riportano presunte visite al sepolcro. In particolare, Leone l’Africano, che visitò Alessandria da giovane, scrisse: “Nel mezzo delle rovine di Alessandria sorge ancora un piccolo edificio, simile a una cappella, che si dice sia degno di nota poiché sede di un’importante sepolcro tenuto in alta considerazione dai musulmani. Secondo quanto dicono, in questo sepolcro si troverebbe Alessandro Magno… Moltissimi stranieri vengono da ogni parte del mondo, anche da paesi molto distanti, per rendere omaggio alla tomba”. George Sandys, infine, riportò di aver visto un sepolcro “che si riteneva essere quello di Alessandro” durante la sua visita nel 1611.

## Ipotesi sulla collocazione

Pianta della città di Alessandria d'Egitto durante il regno tolemaico. La possibile collocazione del sepolcro è indicata dal numero 7.

Il Supremo Consiglio per le Antichità dell’Egitto ha riconosciuto ben 140 tentativi, effettuati negli ultimi secoli, di localizzare la tomba di Alessandro Magno. Mahmoud el-Falaki, che completò la mappa di Alessandria nell’Ottocento, sosteneva che il sepolcro si trovasse nel centro della città, basandosi sulle testimonianze di altri autori come Taso Neruco, Heinrich Kiepert e Ernst von Sieglin, che localizzavano la tomba in tale area. Nel 1850 Ambroise Schilizzi annunciò di aver scoperto la presunta sepoltura di Alessandro Magno nei sotterranei della moschea di Nabi Daniel ad Alessandria. Successivamente, nel 1879, un operaio specializzato nella lavorazione della pietra scoprì un luogo nascosto nei sotterranei di tale moschea, che egli descrisse come una “camera sormontata da una volta”. Alcuni manufatti di pietra “di forma spigolosa” vennero chiaramente individuati in tale cavità, ma l’entrata praticata dall’operaio fu in seguito sbarrata da un nuovo muro e allo stesso “scopritore accidentale” fu richiesto di non fare parola di quanto aveva visto. Secondo alcuni, il sepolcro (come doveva apparire in età romana) avrebbe dovuto avere una forma piramidale (e non più a mausoleo), come riportato su alcune lanterne dell'epoca conservate nel Museo Nazionale di Poznan, al British Museum e all’Hermitage. Nel 1885, poi, il noto archeologo Heinrich Schliemann (scopritore dei resti della città di Troia), localizzò il Soma proprio sotto la moschea di Nabi Daniel, ma la sua richiesta di effettuare scavi in quest’area venne respinta dalle autorità egiziane.

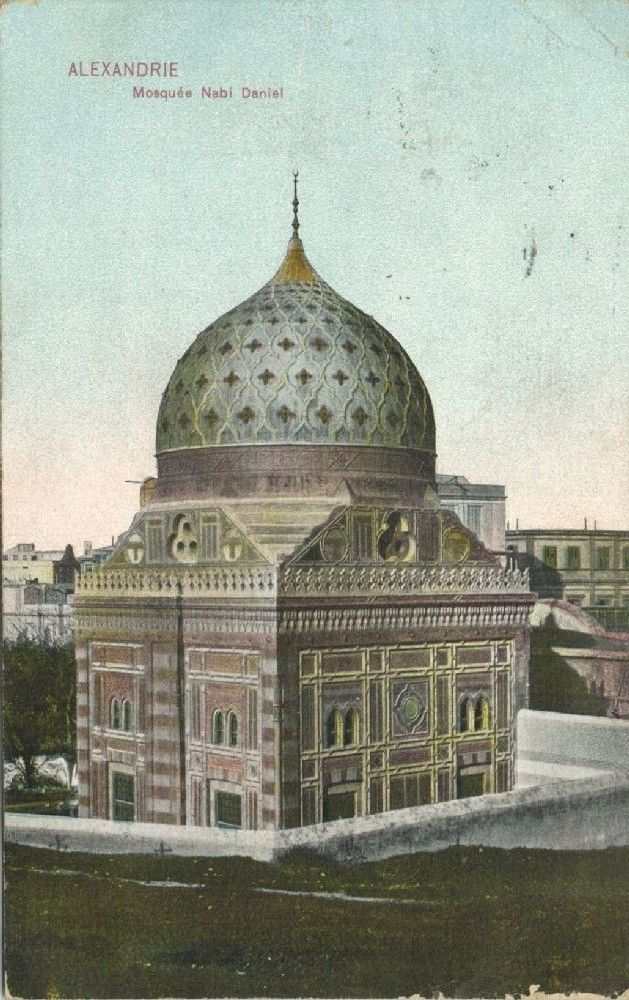
La Moschea di Nabi Daniel, sotto la quale si ipotizza vi siano i resti del Soma

Nel 1995 l’archeologa greca Liana Souvaltzi annunciò di aver identificato una presunta tomba fra le rovine dell’Oasi di Siwa, tomba che identifica con quella del condottiero macedone. Questo annuncio fu però posto in dubbio dall’allora Segretario Generale del Ministero Greco della Cultura, George Thomas, che si ritenne scettico di fronte a quanto dichiarato dall’archeologa, aggiungendo che non vi erano prove che l’edificio da lei portato alla luce fosse realmente una tomba. Secondo Thomas e collaboratori, lo stile dell’edificio scoperto non è riconducibile all’epoca ellenistica, e i frammenti di iscrizioni e lapidi trovate nel sito non affermano con certezza che si tratti di un luogo di sepoltura.
Nel 1993, contrastando le fonti storiche che vogliono Alessandro mummificato in Egitto, Triantafyllos Papazois ha sviluppato una controversa teoria secondo cui non è Filippo II di Macedonia ad essere sepolto nella tomba reale a Vergina, in Grecia, ma è Alessandro Magno insieme alla moglie Rossane, mentre suo figlio Alessandro IV è considerato sepolto nella tomba III. Il corpo del conquistatore, sostituito con un'altra mummia o un'effigie, sarebbe stato sottratto ai Tolomei da Antigono II Gonata, che l'avrebbe voluto riportare in patria nel 277 a.C. Nel 273 a.C. i Galati al servizio di Pirro saccheggiarono le tombe reali tra cui quella di Filippo II secondo Plutarco, invece la tomba di Verghina è intatta.
Nel 2014 fece scalpore la notizia del ritrovamento, nella città greca di Anfipoli, di una grossa sepoltura di epoca ellenistica, riconducibile cioè al periodo di Alessandro. Tale sepoltura, di aspetto monumentale, fece nascere in molti la convinzione di aver finalmente trovato il sepolcro agognato. Alcuni, tuttavia, affermarono che questo grande complesso funerario, denominato tomba di Kasta, venne effettivamente costruito per ospitare le spoglie del conquistatore macedone, ma che in realtà non venne mai utilizzato a questo scopo, poiché Tolomeo I Sotere, avrebbe trafugato il corpo sulla via del ritorno in Macedonia, portandolo con sé in Egitto. Altri sostennero che l’imperatore romano Caracalla, grande ammiratore di Alessandro Magno (come molti altri imperatori dell’epoca antica), avrebbe traslato la salma da Alessandria ad Anfipoli nella seconda metà del II secolo d.C. Solo futuri scavi più approfonditi riveleranno la veridicità di queste speculazioni. Nel novembre dello stesso anno in cui venne scoperta la tomba, fu rinvenuto in essa anche uno scheletro. Analisi scientifiche sono tuttora in corso per determinare il sesso, l’età e identità dell’individuo a cui queste ossa appartenevano. Partendo dal fatto che la tomba ha un aspetto monumentale ed ostentata opulenza, si tratta quasi sicuramente di una persona di un certo rilievo nella società macedone, se non addirittura un re. Molte speculazioni sulla sua identità sono state fatte, e molti nomi avanzati, fra cui, oltre ad Alessandro stesso, anche quello del padre Filippo II o della madre Olimpiade d'Epiro. Il gruppo di scavo, basato su reperti rinvenuti nel sito, ha sostenuto che la tomba era un memoriale dedicato al compagno e amato di Alessandro Magno, Efestione. Recenti scavi archeologici nell'oasi di Siwa hanno consentito di trovare il tempio di Ammon, massima divinità egiziana, dove Alessandro si era fatto incoronare faraone e dove si sospetta possa trovarsi la tomba.
Alcuni archeologi, come Zahi Hawass, ritengono invece che il corpo del re macedone sia stato in seguito messo in salvo durante un'incursione barbara nei territori dell'Impero romano d'Oriente, o per sottrarla ad alcuni cristiani locali che volevano distruggerla (in quanto il rendere omaggio a Alessandro era considerato rito pagano), togliendolo quindi dal Soma di Alessandria, e si trovi possibilmente tra i numerosi corpi nella "valle delle mummie dorate", presso l'oasi di Bahariya (collocazione che vede anche i resti di un tempio a lui dedicato).
Nel 2019, una statua in marmo di Alessandro è stata ritrovata da un'archeologa greca, Calliope Limneos-Papakosta, che ha scavato per 14 anni nei giardini di Shallalat, luogo che occupa l'antico quartiere reale di Alessandria, dove secondo la studiosa si troverebbe il sepolcro.
Nel 2024, l'egittologo Christian de Vartavan ha pubblicato il suo Locating the Tomb and Body of Alexander the Great ("Localizzare la tomba e il corpo di Alessandro Magno"), in cui suggerisce che il corpo di Alessandro potrebbe essere stato collocato nel deserto orientale dell'Egitto per proteggerlo dalla distruzione.

## Una nuova ipotesi: la possibile sepoltura a Venezia
In un episodio della serie documentaristica Mystery Files del National Geographic, Andrew Michael Chugg, storico ed egittologo britannico, sostiene per la prima volta un'ipotesi alternativa: il corpo di Alessandro non si troverebbe più ad Alessandria dove inizialmente riposava, ma sarebbe stato trafugato da mercanti veneziani nel medioevo, i quali lo avrebbero scambiato per il corpo di San Marco Evangelista, con cui condivideva il simbolo del leone.

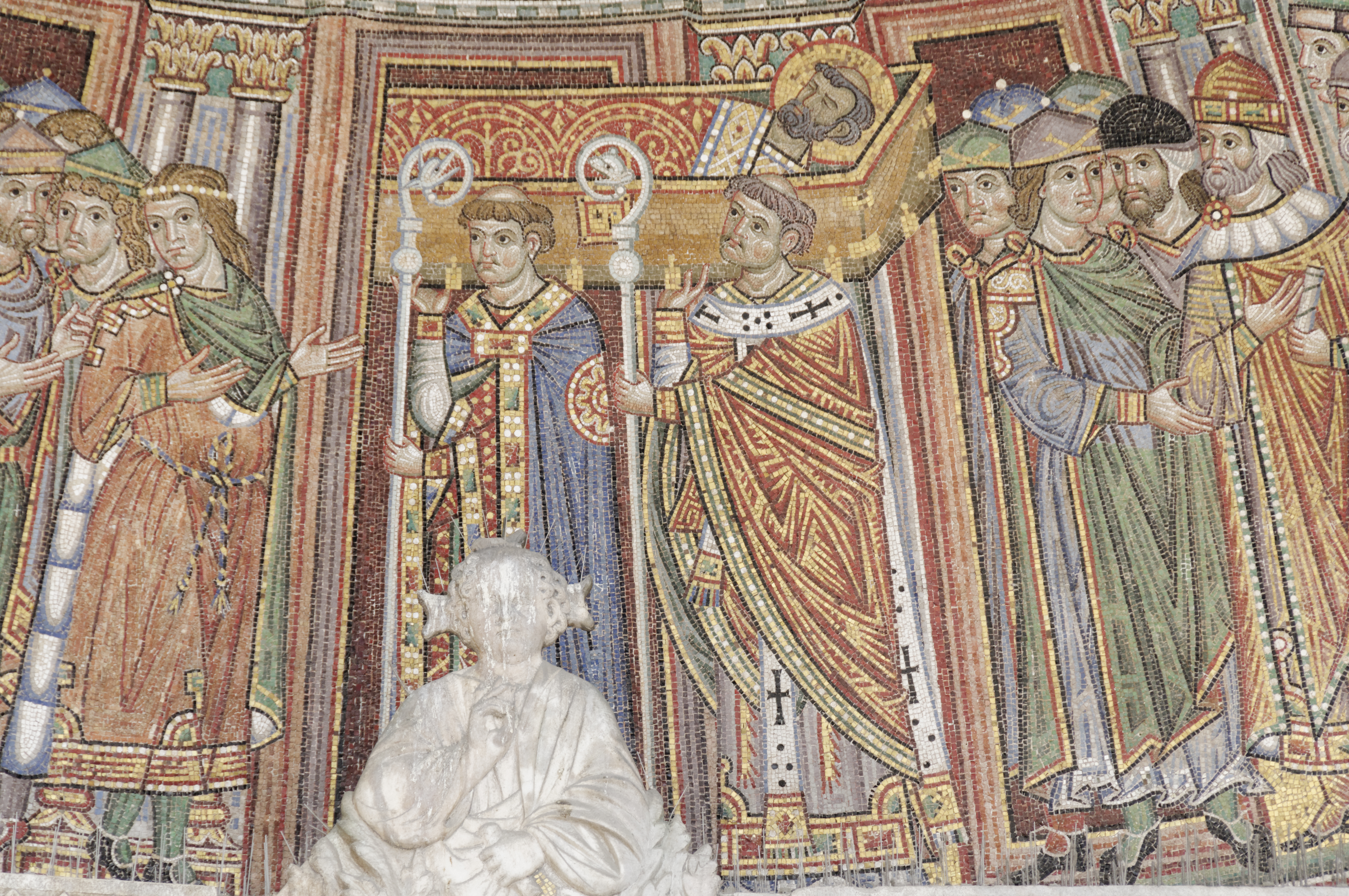
Mosaico nella basilica di San Marco che mostra l'entrata del corpo del santo, raffigurato come una mummia integra.

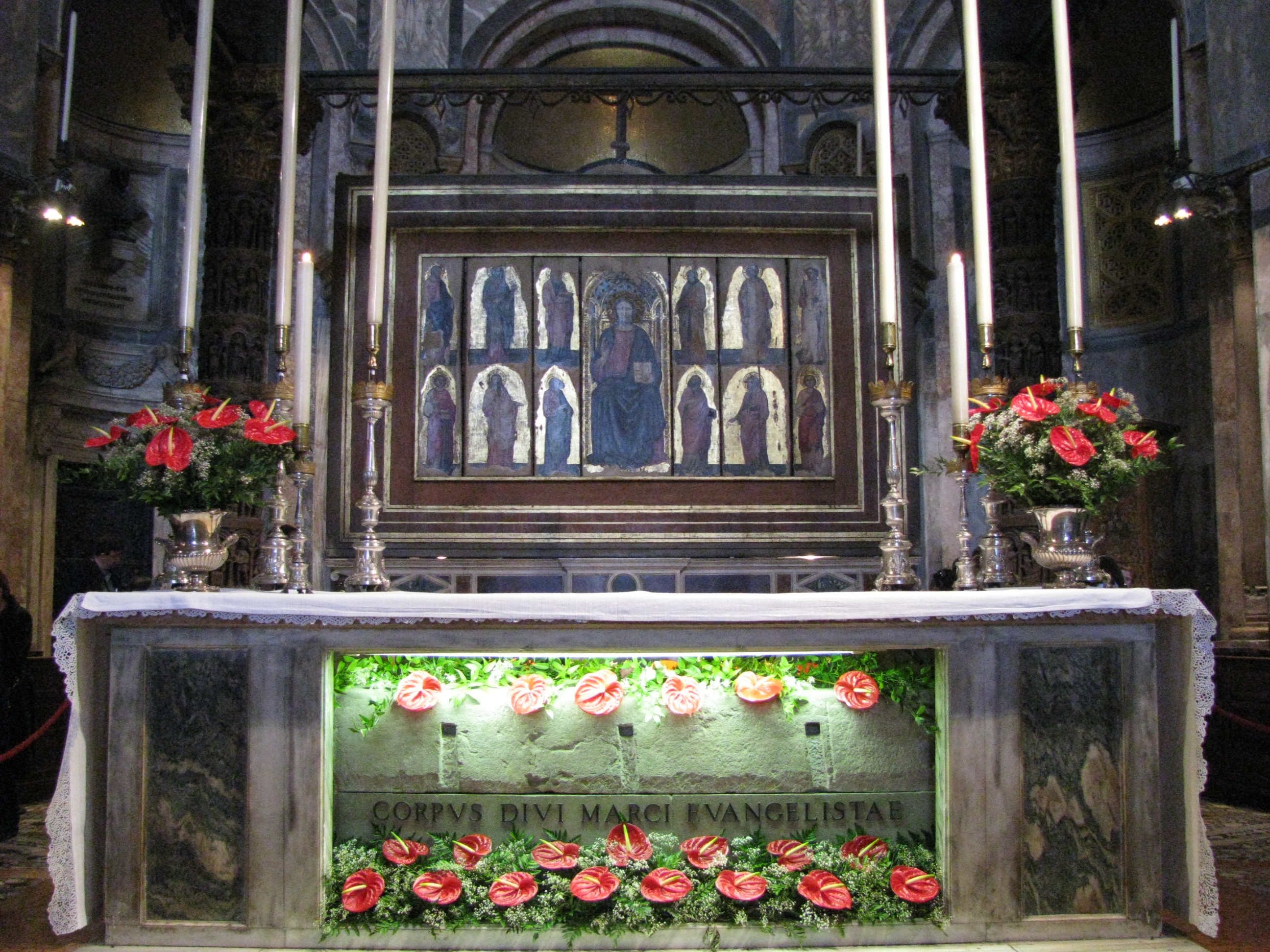
Attuale collocazione delle reliquie di san Marco, spostate dai sotterranei per proteggerle dall'acqua nel 1811. La ricognizione avrebbe rivelato la presenza di due corpi, uno ridotto a frammenti e l'altro integro. L'immagine di Alessandro è una di quelle dei sovrani ritratti sulla Pala d'Oro.

L’ipotesi si basa su di un fatto storico accaduto nell’anno 828, allorché il doge veneziano Giustiniano Partecipazio inviò ad Alessandria d’Egitto due mercanti della Serenissima, Bon da Malamocco e Andrea "Rustico" di Torcello, per recuperare e portare in salvo le reliquie di San Marco, che proprio ad Alessandria erano conservate, avendo lì subito il martirio. L’Egitto era infatti da poco stato invaso dalle truppe musulmane provenienti dall’Arabia, che portavano con sé la nuova religione islamica diffusasi recentemente, la quale rappresentava una grave minaccia per le reliquie e i luoghi santi che risiedevano in quella terra. Pertanto il fine della spedizione era di portare a Venezia le ossa di San Marco per salvaguardarle dalla distruzione. 

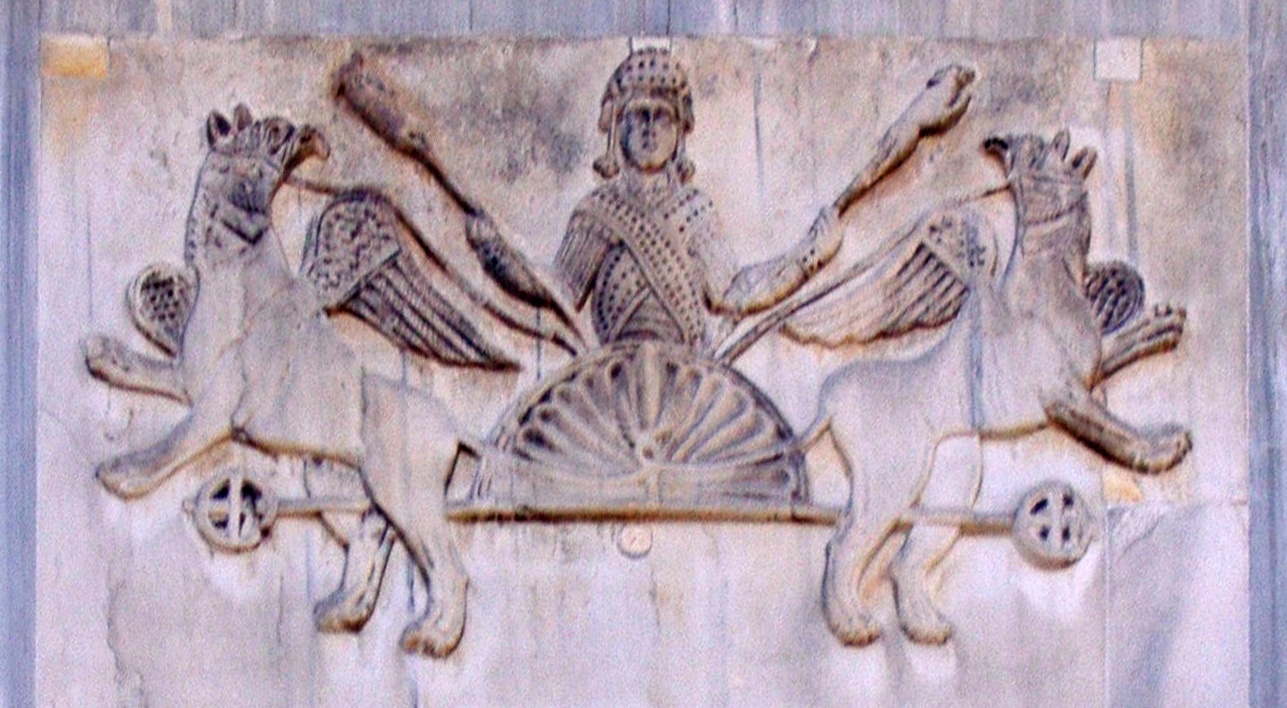
Rilievo con il volo di Alessandro custodito a San Marco, sottratto durante l'assedio di Costantinopoli (1204)

I due mercanti veneziani, con una mossa astuta, prelevarono le reliquie e le nascosero in una cesta, coprendole con carne di maiale: in questo modo riuscirono ad evitare i controlli delle truppe musulmane, che si rifiutavano di toccare la carne suina, da loro considerata impura. Secondo Chugg, le ossa portate a Venezia durante tale spedizione, poste nella Basilica di San Marco e tuttora venerate dai devoti, potrebbero in realtà essere quelle di Alessandro Magno, scambiate per quelle del santo evangelista. Secondo Chugg, un grosso blocco di pietra conservato nella museo diocesano d'arte sacra Sant'Apollonia e recante un emblema simile alla stella degli Argeadi, sarebbe una parte del coperchio del sarcofago.
Nessuna analisi scientifica sulle ossa (DNA, metodo del carbonio 14, analisi dei denti, TAC), che forse subirono dei danni durante un incendio della basilica nel X secolo e furono miracolosamente ritrovate un secolo dopo, è stata effettuata per confermare o smentire tale ipotesi.